# Gaga (genre)
Pour les articles homonymes, voir Gaga.
Genre
Gaga est un genre de fougères américaines, de la famille des Pteridaceae.

## Systématique et taxonomie
Le genre Gaga, proche du genre Cheilanthes dont il se distingue par la phylogénie, a été nommé en hommage à la chanteuse Lady Gaga.
Il compte 19 espèces, parmi lesquelles Gaga germanotta, nommée en hommage à la famille de la chanteuse (née Stefani Germanotta).

## Distribution
Le genre Gaga est présent en Amérique Centrale, Amérique du Sud, au Mexique et dans le Sud des États-Unis (Arizona et Texas).

## Liste d'espèces
Selon Catalogue of Life (16 mars 2013) :
- Gaga angustifolia
- Gaga apiacea
- Gaga arizonica
- Gaga chaerophylla
- Gaga complanata
- Gaga cuneata
- Gaga decomposita
- Gaga decurrens
- Gaga germanotta
- Gaga harrisii
- Gaga hintoniorum
- Gaga hirsuta
- Gaga kaulfussii
- Gaga lerstenii
- Gaga marginata
- Gaga membranacea
- Gaga monstraparva
- Gaga pellaeopsis
- Gaga purpusii

Selon ITIS (16 mars 2013) :
- Gaga angustifolia (Kunth) Fay W. Li & Windham
- Gaga apiacea (Mickel) Fay W. Li & Windham
- Gaga arizonica (Maxon) Fay W. Li & Windham
- Gaga chaerophylla (M. Martens & Galeotti) Fay W. Li & Windham
- Gaga complanata (A.R. Sm.) Fay W. Li & Windham
- Gaga cuneata (Link) Fay W. Li & Windham
- Gaga decomposita (M. Martens & Galeotti) Fay W. Li & Windham
- Gaga decurrens (Mickel) Fay W. Li & Windham
- Gaga germanotta Fay W. Li & Windham
- Gaga harrisii (Maxon) Fay W. Li & Windham
- Gaga hintoniorum (Mendenh. & Nesom) Fay W. Li & Windham
- Gaga hirsuta (Link) Fay W. Li & Windham
- Gaga kaulfussii (Kunze) Fay W. Li & Windham
- Gaga lerstenii (Mickel & Beitel) Fay W. Li & Windham
- Gaga marginata (Kunth) Fay W. Li & Windham
- Gaga membranacea (Davenp.) Fay W. Li & Windham
- Gaga monstraparva Fay W. Li & Windham
- Gaga pellaeopsis (Mickel) Fay W. Li & Windham
- Gaga purpusii (T. Reeves) Fay W. Li & Windham

Selon NCBI (16 mars 2013) :
- Gaga angustifolia
- Gaga apiacea
- Gaga arizonica
- Gaga chaerophylla
- Gaga complanata
- Gaga cuneata
- Gaga decomposita
- Gaga decurrens
- Gaga germanotta
- Gaga harrisii
- Gaga hintoniorum
- Gaga hirsuta
- Gaga kaulfussii
- Gaga lerstenii
- Gaga marginata
- Gaga membranacea
- Gaga monstraparva
- Gaga pellaeopsis
- Gaga purpusii

Selon Tropicos (16 mars 2013) (Attention liste brute contenant possiblement des synonymes) :
- Gaga angustifolia (Kunth) F.W. Li & Windham
- Gaga apiacea (Mickel) F.W. Li & Windham
- Gaga arizonica (Maxon) F.W. Li & Windham
- Gaga chaerophylla (M. Martens & Galeotti) F.W. Li & Windham
- Gaga complanata (A.R. Sm.) F.W. Li & Windham
- Gaga cuneata (Kaulf. ex Link) F.W. Li & Windham
- Gaga decomposita (M. Martens & Galeotti) F.W. Li & Windham
- Gaga decurrens (Mickel) F.W. Li & Windham
- Gaga germanotta F.W. Li & Windham
- Gaga harrisii (Maxon) F.W. Li & Windham
- Gaga hintoniorum (M.G. Mendenh. & G.L. Nesom) F.W. Li & Windham
- Gaga hirsuta (Link) F.W. Li & Windham
- Gaga kauflussii (Kunze) F.W. Li & Windham
- Gaga lerstenii (Mickel & Beitel) F.W. Li & Windham
- Gaga marginata (Kunth) F.W. Li & Windham
- Gaga membranacea (Davenp.) F.W. Li & Windham
- Gaga monstraparva F.W. Li & Windham
- Gaga pellaeopsis (Mickel) F.W. Li & Windham
- Gaga purpusii (T. Reeves) F.W. Li & Windham